# Microcharops hipposiderus
Microcharops hipposiderus är en stekelart som beskrevs av Gupta 1987. Microcharops hipposiderus ingår i släktet Microcharops och familjen brokparasitsteklar. Inga underarter finns listade i Catalogue of Life.